# Intentionstremor
Der Intentionstremor, von lateinisch intendere „etwas anstreben“ und tremere „zittern“, ist eine Form eines Tremors bei Annäherung an ein Ziel. Der Hauptausschlag der Zitterbewegung erfolgt unmittelbar vor Erreichen des angestrebten Objektes.

## Ursache
Dieser Tremor ist Bestandteil der Charcot-Trias und Zeichen einer Schädigung des Kleinhirns, einer Läsion im Nucleus dentatus bzw. im oberen Kleinhirnstiel (Pedunculus cerebellaris superior). Häufig liegt eine Multiple Sklerose oder eine Kleinhirndegenerationen zugrunde.

## Klinische Erscheinungen
Sichtbar ist der Intentionstremor leicht an den Händen, beispielsweise mit einem Finger-Nase-Versuch.
Die Frequenz liegt bei 2 bis 3 Ausschlägen pro Sekunde.

## Differentialdiagnose
Abzugrenzen ist der Ruhetremor beispielsweise beim Morbus Parkinson.